# Classe João Belo
La classe João Belo fu una classe di fregate della Marinha Portuguesa, composta da quattro unità entrate in servizio tra il 1967 e il 1969.
Costruite nei cantieri francesi di Nantes sulla base del progetto delle unità classe Commandant Rivière, erano navi destinate principalmente al pattugliamento costiero e alla protezione dei convogli nelle acque dei possedimenti d'oltremare del Portogallo. Le unità lasciarono il servizio con la Marina portoghese tra il 2003 e il 2008, ma due di esse furono acquistate dall'Uruguay e immesse in servizio con l'Armada Nacional; l'ultima di esse venne radiata e avviata alla demolizione nel 2022.

## Il progetto

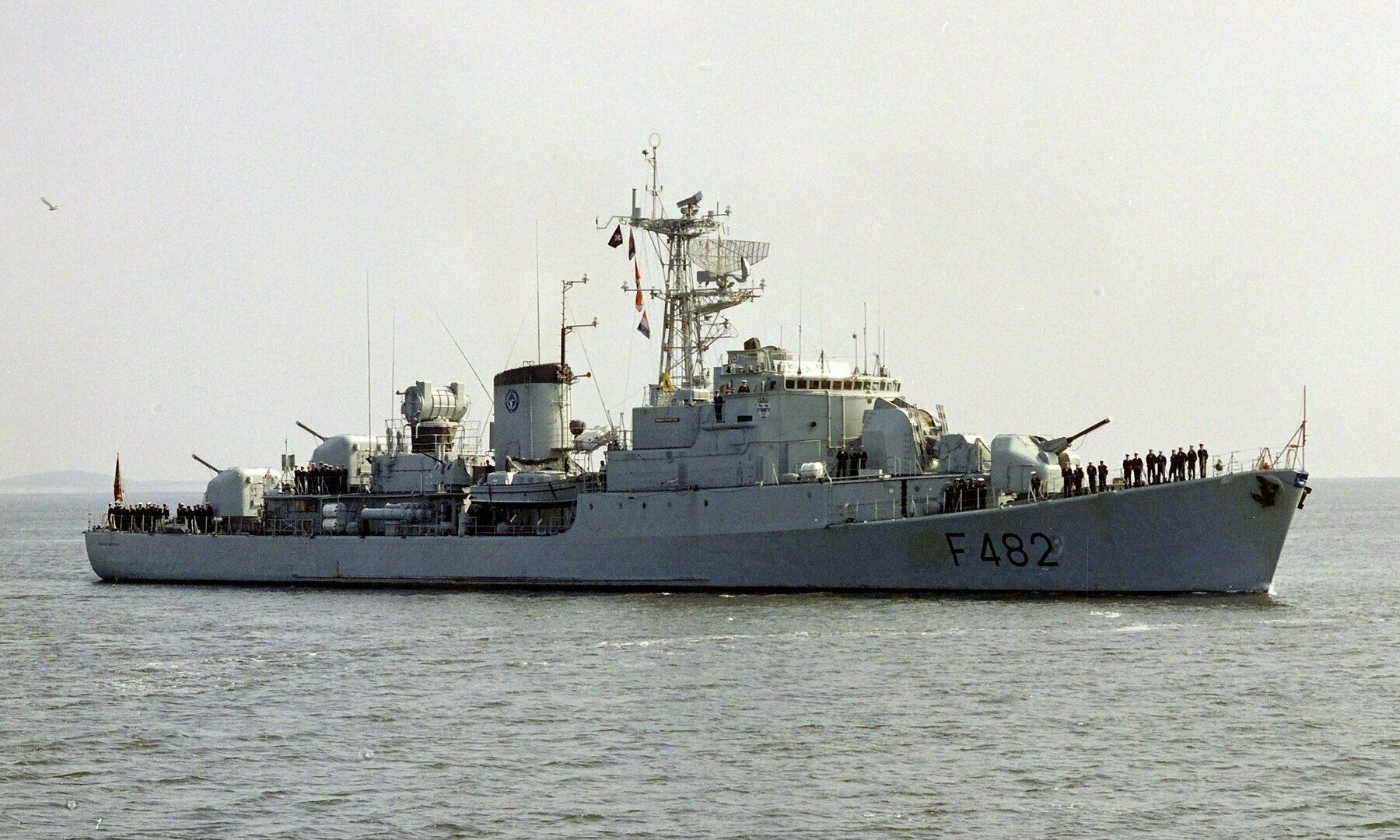
La Commandante Roberto Ivens fotografata nel 1989

Il Portogallo mantenne con ostinazione il controllo del suo vasto impero d'oltremare anche negli anni seguenti la seconda guerra mondiale, fronteggiando il crescere del più ampio movimento della decolonizzazione. All'inizio degli anni 1960 le colonie portoghesi erano ormai teatro di una serie di conflitti indipendentisti appoggiati dalle nazioni vicine, e il governo di Lisbona decise di espandere il numero di unità navali da guerra dedicate alla protezione die possedimenti d'oltremare. Inizialmente il governo portoghese mostrò interesse per l'acquisto delle moderne fregate della classe Leander in quel momento in costruzione nel Regno Unito, ma la proposta cadde nel vuoto a causa dell'opposizione del governo britannico alla politica coloniale di Lisbona. I portoghesi si rivolsero quindi alla Francia per la realizzazione di una classe di nuove fregate: basate sul progetto delle fregate classe Commandant Rivière da poco entrate in servizio con la Marine nationale, le future João Belo erano unità dedicate ai pattugliamenti in acque costiere e alla scorta dei convogli navali; a causa del loro prevedibile impiego nelle acque dell'Africa e dell'oceano Pacifico, le unità montavano equipaggiamenti addizionali per operare nei climi tropicali.
Quattro unità furono quindi ordinate ai cantieri navali Ateliers et chantiers de Bretagne di Nantes, con la costruzione della prima unità che ebbe inizio nel 1965; altre tre unità furono messe in cantiere tra il 1966 e il 1967, e l'ultima delle fregate entrò in servizio con i portoghesi nel 1969.

## Caratteristiche

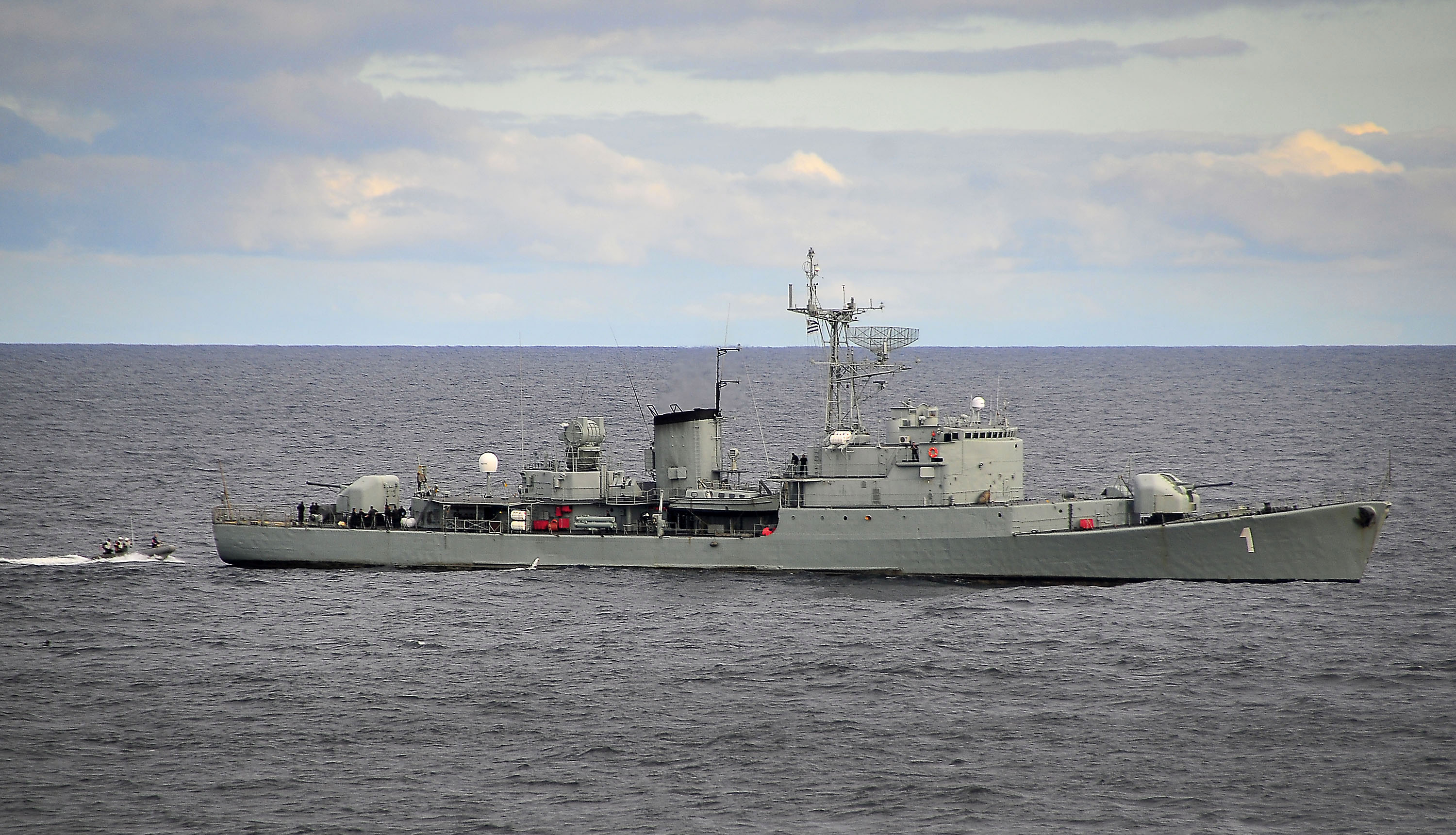
La Uruguay, ex Comandante João Belo venduta dal Portogallo all'Uruguay, fotografata durante un'esercitazione nel 2010

Le unità presentavano uno scafo dalla lunghezza fuori tutto di 102,7 metri (di 103 metri secondo altre fonti), con una larghezza di 11,7 metri e un pescaggio di 4,4 metri; il dislocamento standard ammontava a 1780 tonnellate, e saliva a 2250 tonnellate con le unità a pieno carico. Il sistema propulsivo si basava su quattro motori diesel della SEMT Pielstick tipo V12 PC, capaci di una potenza di 16 000 shp (12 000 kW); questo garantiva alle unità una velocità massima di 26,6 nodi (49,26 km/h), e un'autonomia di 2300 miglia alla velocità di 26 nodi o di 4500 miglia alla velocità di 15 nodi. L'equipaggio ammontava a 214 o 216 uomini tra ufficiali, sottufficiali e marinai.
L'armamento di artiglieria iniziale delle João Belo si basava su tre cannoni Compact 100 mm Mod 1953 della Creusot Loire a impiego duale antinave e antiaereo, installati in altrettante torrette singole posizionate lungo l'asse centrale della nave una a prua e due a poppa sovrapposte; le navi imbarcavano anche due cannoni Bofors 40 mm a impiego antiaereo, installati in una torretta binata collocata a prua sovrapposta alla torre da 100 mm. I Compact 100 mm potevano sparare un proiettile dal peso di 13 kg a una distanza di 17 chilometri con un'elevazione massima di 80°; i Bofors 40 mm sparavano un proiettile da 0,89 kg alla distanza di 12,2 km con un'elevazione di 90°. Per la lotta antisommergibile, le João Belo erano equipaggiate con un mortaio a quattro canne da 305 mm capace di una gittata di 2700 metri e due impianti tripli di tubi lanciasiluri da 550 mm per il lancio di ordigni francesi LCAN L3.
L'apparato sensori delle João Belo comprendeva un radar di scoperta aerea Thomson-CSF DRBV 22A operante in banda D e un radar di scoperta di superficie Thomson-CSF DR8V 50 operante in banda G; per la direzione del tiro delle artiglierie le unità portavano anche un radar Thomson-CSF DRBC 31D operante in banda I, mentre come strumento di rilevamento radar era portato un impianto ARBR10. Per il rilevamento dei bersagli subacquei le unità montavano nello scafo un sonar d'attacco EDO SQS-17A operante in coppia con un sonar da ricerca Thomson Sintra DU8A 3A.
Circa le modifiche agli apparati successive all'entrata in servizio, nel 1989 le unità furono dotate di due impianti a sei canne Mark 36 SRBOC della Loral Hycor per il lancio di chaff e decoy di inganno radar. Le unità subirono poi significative modernizzazioni a partire dal 1993: la torretta del cannone da 100 mm sopraelevata di poppa e il mortaio antisommergibili furono sbarcati, venne installato un nuovo impianto sonar da scafo SQS-510 e l'impianto da rilevamento radar ARBR10 venne sostituito da un più moderno impianto AR-700(V2); i tubi lanciasiluri vennero sostituiti da altrettanti impianti tipo Mk 32 di origine statunitense per il lancio di siluri antisommergibili Mk 46 da 324 mm, e venne aggiunto un impianto di inganno siluri SLQ-25 Nixie. A seguito dei ari interventi, il dislocamento delle unità aumentò a 2700 tonnellate, la velocità massima calò a 23,5 nodi e l'autonomia venne aumentata a 7500 miglia alla velocità d 15 nodi.

## Unità
| Nome                                      | Costruttore                       | Impostazione     | Varo             | Entrata in servizio | Destino finale |
| ----------------------------------------- | --------------------------------- | ---------------- | ---------------- | ------------------- | --- |
| NRP Comandante João Belo (F480)           | Ateliers et chantiers de Bretagne | 6 settembre 1965 | 22 marzo 1966    | 1º luglio 1967      | Radiata dal servizio nel marzo 2008, venduta all'Uruguay l'8 aprile 2008 e rinominata ROU Uruguay. Radiata il 12 agosto 2022 e avviata alla demolizione                                             |
| NRP Comandante Hermenegildo Capelo (F481) | Ateliers et chantiers de Bretagne | 13 maggio 1966   | 29 novembre 1966 | 26 aprile 1968      | Radiata dal servizio nel 2004; lo scafo venne affondato nel 2013 per formare una barriera artificiale al largo della costa dell'Algarve                                                             |
| NRP Comandante Roberto Ivens (F482)       | Ateliers et chantiers de Bretagne | 13 dicembre 1966 | 8 agosto 1967    | 23 novembre 1968    | Radiata dal servizio il 16 maggio 2003 e avviata alla demolizione |
| NRP Comandante Sacadura Cabral (F483)     | Ateliers et chantiers de Bretagne | 10 agosto 1967   | 15 marzo 1968    | 25 luglio 1969      | Venduta all'Uruguay l'8 aprile 2008 e rinominata ROU Comandante Pedro Campbell. Radiata dal servizio nel 2018 e usata come fonte di pezzi di ricambio, venduta per la demolizione il 1º luglio 2021 |